# Liste der Monuments historiques in Frauenberg
Die Liste der Monuments historiques in Frauenberg führt die Monuments historiques in der französischen Gemeinde Frauenberg auf.

## Liste der Bauwerke
| Bezeichnung           | Beschreibung                           | Standort                 | Kennzeichnung | Schutzstatus | Datum | Bild           |
| --------------------- | -------------------------------------- | ------------------------ | ------------- | ------------ | ----- | -------------- |
| Jüdischer Friedhof    | um 1740 angelegt, mehrfach erweitert   | südlich des Ortes (Lage) | PA57000036    | Inscrit      | 2013  | weitere Bilder |
| Château de Frauenberg | Ruine einer Höhenburg, 13. Jahrhundert | südlich des Ortes (Lage) | PA00106768    | Classé       | 1921  | weitere Bilder |

## Liste der Objekte
| Bezeichnung                 | Beschreibung          | Standort                                  | Kennzeichnung | Schutzstatus | Datum | Bild |
| --------------------------- | --------------------- | ----------------------------------------- | ------------- | ------------ | ----- | ---- |
| Skulptur Heiliger Sebastian | Holz, 18. Jahrhundert | in der Kirche St-Jacques-le-Majeur (Lage) | PM57001013    | Classé       | 1979  |      |